# Josep Maria d'Arteaga i Pereira
Josep Maria d'Arteaga i Pereira (Barcelona, 1846 - Barcelona, 16 de gener de 1913) fou pianista, musicògraf i compositor.
Fill de Fernando Arteaga i Núñez de Castro capità de carrabiners, natural de Madrid i de Maria Soledad Pereira i González natural de Granada. Estudià piano amb Joan Barrau i composició amb Marià Obiols. A partir del 1866 fou professor del Conservatori del Liceu. Entre les seves obres destaquen Barcarola, Rapsòdia i altres peces per a piano i de la cancço lírica, com romances. Va traduir a l'italià els llibrets de les òperes Henry Clifford, d'Isaac Albéniz, i Els Pirineus de Felip Pedrell. Des del 1900 va ser membre de la International Phonetic Association i les seues recerques fonètiques van influir en Pompeu Fabra i Poch.
Pòstumament, el 1915, Pere Barnils va publicar el llibre en francès sobre la pronunciació del català Textes catalans avec leur transcription phonétique précédés d'un aperçu sur les sons du catalan par J. Arteaga Pereira.